# 정직한 후보 2
《정직한 후보 2》는 장유정 감독의 2020년 대한민국의 코미디 영화이자, 네 번째 장편 연출작이다. 2020년 영화 정직한 후보의 후속작이며 후반 작업을 통해 2022년에 개봉되었다.

## 줄거리
거짓말 못하는 ‘진실의 주둥이’ 컴백! 이번엔 2명?!
서울시장 선거에서 떨어지며 쫄딱 망한 백수가 된 ‘주상숙’은
우연히 바다에 빠진 한 청년을 구한 일이 뉴스를 타며
고향에서 화려한 복귀의 기회를 잡는다.
하지만 정직하면 할수록 바닥으로 곤두박질치는 지지율 앞에
다시 뻥쟁이로 돌아간 그 순간,
‘주상숙’에게 운명처럼 찾아온 ‘진실의 주둥이’!
이번엔 ‘주상숙’의 비서실장 ‘박희철’까지 주둥이가 쌍으로 털리게 되는데...
재미도 2배! 웃음도 2배!
주둥이 대폭발 코미디가 돌아왔다!

## 등장 인물

### 주연
- 라미란 : 주상숙 역 - 본작의 여주인공. 거짓말을 일삼던 3선 국회의원
- 김무열 : 박희철 역 - 본작의 남주인공. 주상숙의 보좌관
- 윤경호 : 봉만식 역 - 주상숙의 남편

### 조연
- 박진주 : 봉만순 역
- 서현우 : 조태주 역
- 정영기
- 신재휘 : 고건식 역
- 김용림 : 시어머니 역

### 단역
- 신윤정 : 신 주문관 역
- 강숙 : 수간호사 역

### 우정 출연
- 유준상 : 대통령 역
- 온주완 : SBS 뉴스앵커 역

### 특별 출연
- 나문희 : 김옥희 역 - 주상숙의 유일한 핏줄
- 윤두준 : 강연준 역 - 영앤리치 건설사 CEO

## 같이 보기
- 정직한 후보
- 정직한 후보 시리즈
- 2020년 대한민국의 영화 목록